# Kineska ženska rukometna reprezentacija
Kineska ženska rukometna reprezentacija predstavlja državu Kinu u športu rukometu.
Krovna organizacija:

## Medalje naOI
- bronca: 1984.

## Medalje naAP
- srebro: 1987., 1989., 1991., 1993., 1995., 1997., 2000., 2004.